# Юзепчук Вадим Васильович
Вадим Юзепчук (нар. 9 вересня 1990 року, Рівне) — український гонщик з мотокросу, багаторазовий призер чемпіонатів України, учасник чемпіонату світу.

## Кар'єра
Мотокросом почав займатися в 16 років. Перший тренер — Юзепчук Василь Миколайович.
Учасник чемпіонату світу з мотокросу на мотоциклах з колясками 2011—2012 роках

## Досягнення

### В Україні
- Бронзовий призер командного чемпіонату України з мотокросу на мотоциклах з колясками — 2009 рік
- Бронзовий призер чемпіонату України з мотокросу на мотоциклах з колясками в особистому заліку — 2009 рік
- Переможець кубку ICOMR 2009 рік
- Бронзовий призер чемпіонату України  з мотокросу на мотоциклах з колясками в особистому заліку — 2011 рік[3]
- Срібний призер чемпіонату України з мотокросу на мотоциклах з колясками в особистому заліку — 2012 рік